# Boso I van Provence
Boso I van Provence (895-935) was graaf van Provence. Hij behoorde tot de Bosoniden-dynastie.

## Levensloop
Boso I was een zoon van hertog Richard I van Bourgondië uit diens huwelijk met Adelheid, dochter van graaf Koenraad II van Auxerre. Hij was een broer van koning Rudolf van Frankrijk.
De landerijen van Boso bevonden zich vooral in Lotharingen, waar hij in concurrentie stond met de Oost-Francische koning Hendrik de Vogelaar. Op 15 november 923 doodde hij graaf Ricuinus van Verdun op zijn ziekbed, vermoedelijk daartoe aangezet door diens schoonzoon Adalbero I van Metz.
Omstreeks 928 huwde hij met Bertha (overleden in 965), dochter van graaf Boso III van Arles. Toen die laatste zijn broer Hugo, die in 926 koning van Italië was geworden, in 931 naar Italië volgde, nam Boso zijn landerijen in Arles en Avignon over. Hierdoor wordt hij beschouwd als de eerste graaf van Provence.
Boso I overleed in 935, zonder erfgenamen. Zijn echtgenote Bertha hertrouwde een jaar later met graaf Raymond I van Rouergue, terwijl zijn landerijen geërfd werden door zijn broer Hugo de Zwarte.

## Voorouders
| Voorouders van Bosso I van Frankrijk (895-935) | Voorouders van Bosso I van Frankrijk (895-935)                         | Voorouders van Bosso I van Frankrijk (895-935)                         | Voorouders van Bosso I van Frankrijk (895-935)                         | Voorouders van Bosso I van Frankrijk (895-935)                         |                                                                        |
| ---------------------------------------------- | ---------------------------------------------------------------------- | ---------------------------------------------------------------------- | ---------------------------------------------------------------------- | ---------------------------------------------------------------------- | ---------------------------------------------------------------------- |
| Overgrootouders                                | ? (-) ∞ [? (-)                                                         | Boso van Arles (~780-855) ∞ ? (-)                                      | Koenraad I van Auxerre (800-863) ∞ 1180 Adelheid van Tours (-na 866)   | ? (-) ∞ ? (-)                                                          | ? (-) ∞ ? (-)                                                          |
| Grootouders                                    | Bivinus van Metz (810-863/869) ∞ 1180 Richildis (-)                    | Bivinus van Metz (810-863/869) ∞ 1180 Richildis (-)                    | Koenraad II van Auxerre (835-876) ∞ Waldrada (-)                       | Koenraad II van Auxerre (835-876) ∞ Waldrada (-)                       |                                                                        |
| Ouders                                         | Richard I van Bourgondië (855-921) ∞ Adelheid van Bourgondië (870-929) | Richard I van Bourgondië (855-921) ∞ Adelheid van Bourgondië (870-929) | Richard I van Bourgondië (855-921) ∞ Adelheid van Bourgondië (870-929) | Richard I van Bourgondië (855-921) ∞ Adelheid van Bourgondië (870-929) | Richard I van Bourgondië (855-921) ∞ Adelheid van Bourgondië (870-929) |